# Von Ems zu Hohenems
La famiglia von Ems zu Hohenems fu una nobile stirpe originaria della cittadina che ora si chiama Hohenems, nell'Austria occidentale (Vorarlberg).

## Famiglia degli Hohenems

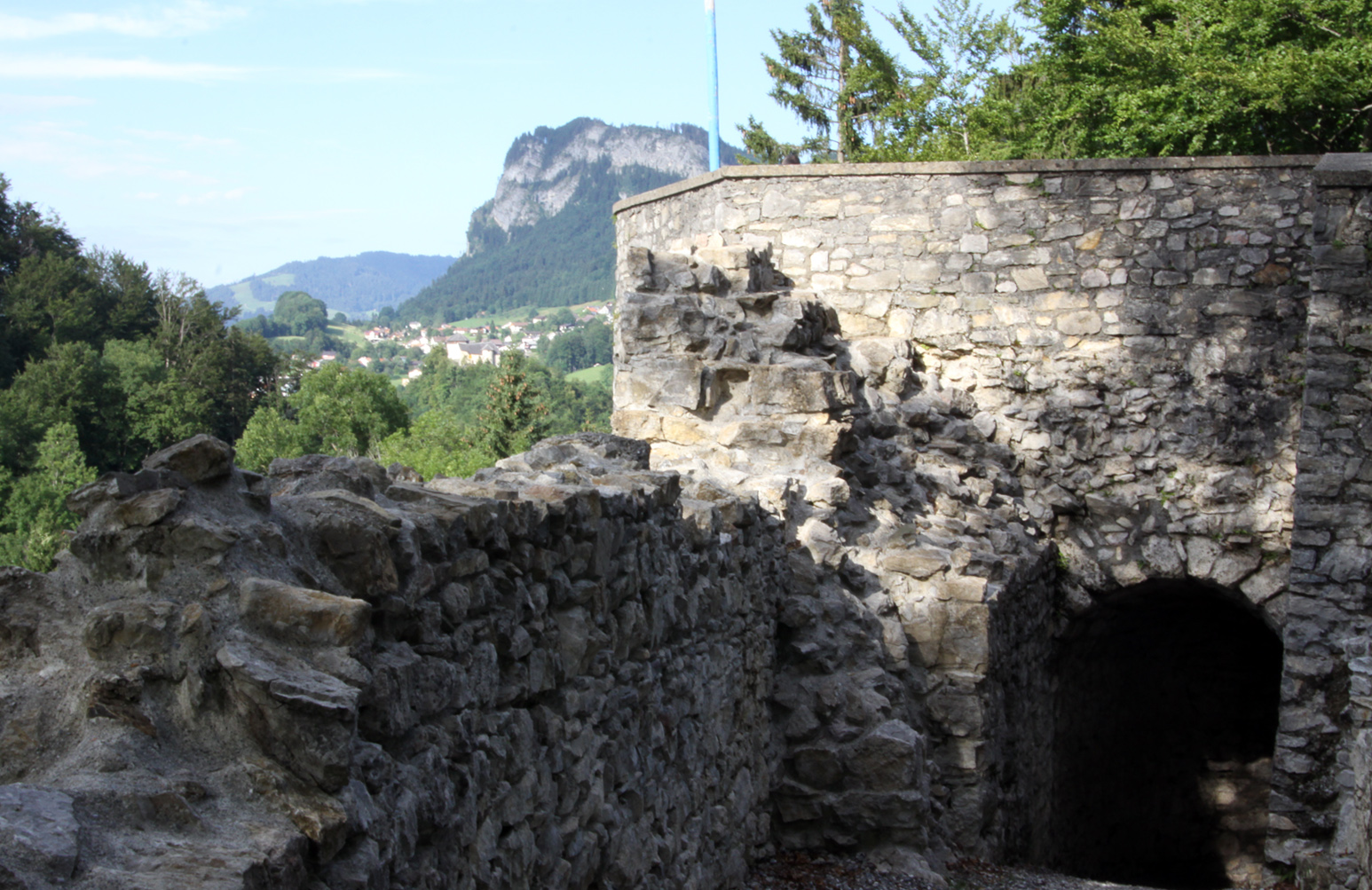
Castello di Alt-Ems

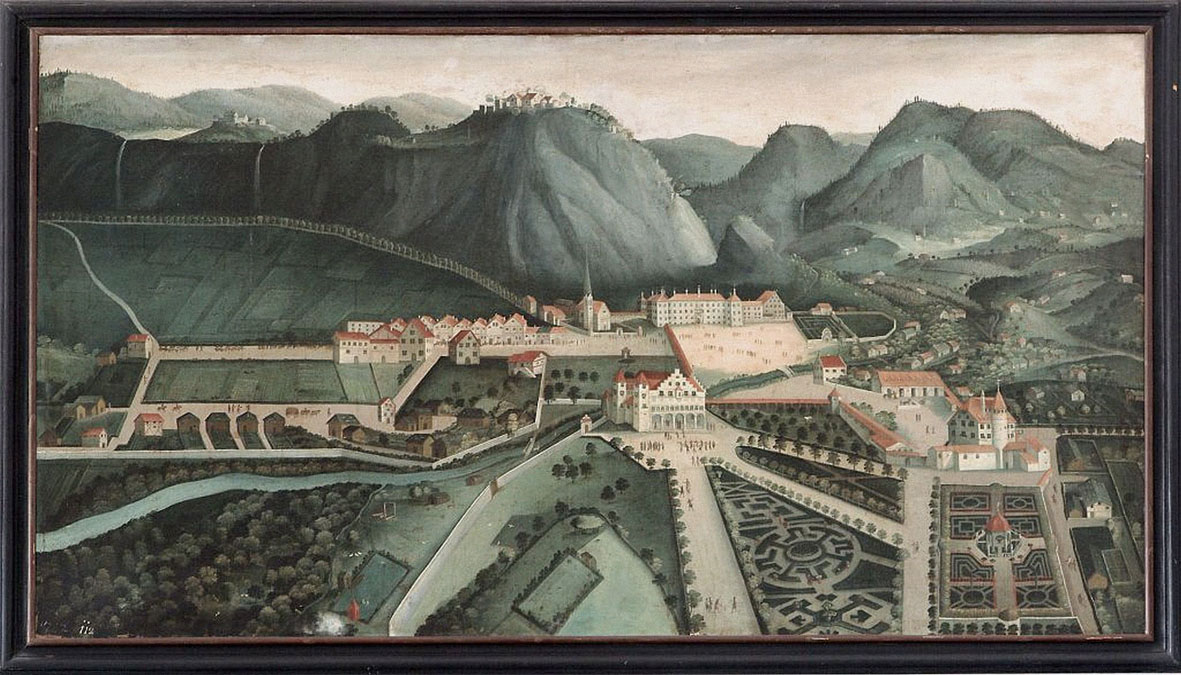
Hohenems (1600)

Palazzo Hohenems

I conti di Hohenems (1560), signori di Lustenau, divengono principi sovrani con le signorie di Vaduz e Schellenberg, concesse a Carlo Gaspare di Hohenems (1613-1638), con seggio e voto al collegio dei principi svevi, che però perderanno nel 1712.
Infatti, la loro sovranità cessa nel Vorarlberg con la cessione di Vaduz ai principi Liechtenstein nel 1712, finché la famiglia cessa nel ramo principale maschile con Francesco Guglielmo III (1759). L'11 marzo 1765, il feudo imperiale è avocato all'imperatore, quando la contea è ceduta all'Austria (1766), che l'8 maggio 1767 riceve anche la signoria immediata e la fattoria imperiale di Lustenau.
L'ultima erede, Maria Rebecca Giuseppa (1737-1806) - figlia di Francesco Guglielmo III e sposata dal 1761 col conte Francesco Saverio di Harrach zu Rohrau (1732-1782), signore di Kunewald - ne rivendica l'eredità al Reichshofrat nei confronti dell'annessione austriaca dal 1766 al 1786, finché nel 1790 passa definitivamente all'Austria. La proprietà della contea autonoma passa ai conti di Waldburg Zeil Lustenau Hohenems dal 1803 al 1830 quando ritorna all'Austria.
Indirettamente da Marco Sittico Altemps, cardinale della Chiesa Romana (1533-1595), e direttamente dal nipote Giovanni Angelo, si generano gli Altemps, duchi di Gallese, influente famiglia romana.

### Principi di Hohenems
- Carlo Gaspare 1613-1638
- Giacomo Annibale 1638-1646
- Francesco Guglielmo 1646-1662
- Ferdinando Carlo 1662-1686
- Francesco Guglielmo II 1686-1691
- Giacomo Annibale II 1691-1712
- Francesco Guglielmo Massimiliano 1712
- Francesco Carlo Antonio 1712-1718
- Francesco Guglielmo III 1718-1759

## Origini militari
A partire dalla fine del XV secolo e fino alla fine del XVI, numerosi membri maschi della famiglia reclutarono e guidarono reggimenti di lanzichenecchi, combattendo come comandanti di mercenari durante le guerre che insanguinarono l'Europa, l'Impero e l'Italia.
Dal 1560 l'Imperatore Ferdinando I nominò i von Ems Conti ereditari dell'impero e signori di Lustenau. e successivamente divennero principi sovrani con le signorie di Vaduz e Schellenberg, concesse a Carl Gaspare von Hohenembs (1613-38), con seggio e voto al collegio dei principi svevi, diritto che persero però nel 1712. 
Infatti, la loro sovranità su Vaduz ebbe termine con la sua cessione ai von Liechtenstein nel 1712, finché la famiglia si estinse nel ramo principale maschile con Francesco Guglielmo III (-1759). L'11.03.1765, il feudo imperiale di Hohenems fu avocato all'imperatore, quando la contea omonima venne assorbita dall'Austria (1766), che acquistò l'8.5.1767 anche la signoria immediata e la fattoria imperiale di Lustenau. 
L'ultima erede, figlia di Francesco Guglielmo III, fu Maria Rebecca Gioseffa (1737-06), sposa (1761) del conte Francesco Saverio von Harrach zu Rohrau (1732-82), signore di Kunewald,  che rivendicò i diritti ereditari sovrani sui feudi annessi davanti al Reichshofrat nei confronti dell'annessione austriaca del 1766 e del 1786, finché nel 1790 ne venne definitivamente riconosciuto il possesso dell'Austria. 
La proprietà privata della contea autonoma passò però ai conti von Waldburg Zeil Lustenau Hohenems dal 1803 al 1830 quanto ritornò all'Austria. 
La famiglia si imparentò con la migliore nobiltà milanese, tra l'altro con le famiglie de' Medici e Borromeo. Quando il cardinale Giovanni Maria de' Medici divenne Papa Pio IV, un ramo della famiglia si trasferì con Gianangelo a Roma al seguito del familiare cardinale Marco Sittico (153e-95) e adattò il nome in Alta Emps (traduzione del nome della cittadina di origine), che divenne poi Altemps, duchi di Gallese.

## Membri famosi della famiglia
- Rodolfo di Ems (1200-1254), poeta
- Marco Sittico von Ems (1466-1533)
- Volfango Teodorico von Ems (1507-1538)
- Giacomo Annibale von Ems (1530-1587)
- Marco Sittico Altemps (1533-1595)
- Marco Sittico von Hohenems (1574-1619)
- Franz Rudolph von Hohenems (1686-1756)